# Antimuão
No modelo padrão de partículas elementares,  antimuão (português europeu) ou antimuon (português brasileiro) é a antipartícula do múon. É uma partícula elementar. Pertencente à segunda geração de léptons. E, portanto, é muito instável, sua meia-vida é de apenas dois microssegundos. Tem cerca de 200 vezes a massa do elétron (105,7 MeV/c²).